# لیگ آزادگان ۸۷–۱۳۸۶
لیگ آزادگان ۸۷–۱۳۸۶ هفدهمین دوره مسابقات دسته اول فوتبال ایران (جام آزادگان) می‌باشد.

## جدول

### گروه الف
| رتبه | تیم                  | بازی | برد | مساوی | باخت | گل زده | گل خورده | گل تفاضل | امتیاز | صعود یا سقوط        |
| ---- | -------------------- | ---- | --- | ----- | ---- | ------ | -------- | -------- | ------ | ------------------- |
| ۱    | استیل آذین           | ۲۲   | ۱۱  | ۵     | ۶    | ۴۱     | ۲۸       | ۱۳+      | ۳۸     | صعود به مرحله دوم   |
| ۲    | پیام مشهد            | ۲۲   | ۱۱  | ۵     | ۶    | ۲۹     | ۲۱       | ۸+       | ۳۸     | صعود به مرحله دوم   |
| ۳    | نیروی زمینی          | ۲۲   | ۱۰  | ۷     | ۵    | ۲۶     | ۱۹       | ۷+       | ۳۷     |                     |
| ۴    | تراکتور سازی         | ۲۲   | ۷   | ۱۰    | ۵    | ۲۳     | ۱۹       | ۴+       | ۳۱     |                     |
| ۵    | گل‌گهر                | ۲۲   | ۸   | ۷     | ۷    | ۲۵     | ۲۴       | ۱+       | ۳۱     |                     |
| ۶    | سرخپوشان دلوار افزار | ۲۲   | ۷   | ۱۰    | ۵    | ۱۹     | ۲۰       | ۱−       | ۳۱     |                     |
| ۷    | شهرداری بندرعباس     | ۲۲   | ۷   | ۸     | ۷    | ۲۶     | ۲۱       | ۵+       | ۲۹     |                     |
| ۸    | داماش لرستان         | ۲۲   | ۷   | ۷     | ۸    | ۲۴     | ۲۶       | ۲−       | ۲۸     |                     |
| ۹    | مقاومت مرصاد شیراز   | ۲۲   | ۷   | ۷     | ۸    | ۲۳     | ۲۵       | ۲−       | ۲۸     |                     |
| ۱۰   | کاوه زنجان           | ۲۲   | ۶   | ۸     | ۸    | ۱۸     | ۱۸       | ۰        | ۲۶     |                     |
| ۱۱   | شموشک                | ۲۲   | ۷   | ۴     | ۱۱   | ۱۹     | ۲۸       | ۹−       | ۲۵     | سقوط به لیگ دسته دو |
| ۱۲   | شاهین اهواز          | ۲۲   | ۴   | ۲     | ۱۶   | ۲۰     | ۴۴       | ۲۴−      | ۱۴     | سقوط به لیگ دسته دو |

### گروه ب
| رتبه | تیم              | بازی | برد | مساوی | باخت | گل زده | گل خورده | گل تفاضل | امتیاز | صعود یا سقوط        |
| ---- | ---------------- | ---- | --- | ----- | ---- | ------ | -------- | -------- | ------ | ------------------- |
| ۱    | فولاد            | ۲۲   | ۱۳  | ۵     | ۴    | ۳۳     | ۱۵       | ۱۸+      | ۴۴     | صعود به مرحله دوم   |
| ۲    | سپاهان نوین      | ۲۲   | ۱۱  | ۷     | ۴    | ۲۸     | ۱۸       | ۱۰+      | ۴۰     | صعود به مرحله دوم   |
| ۳    | تربیت بدنی یزد   | ۲۲   | ۱۱  | ۴     | ۷    | ۳۶     | ۲۹       | ۷+       | ۳۷     |                     |
| ۴    | مس رفسنجان       | ۲۲   | ۹   | ۷     | ۶    | ۳۴     | ۲۶       | ۸+       | ۳۴     |                     |
| ۵    | نساجی مازندران   | ۲۲   | ۱۰  | ۴     | ۸    | ۲۷     | ۳۰       | ۳−       | ۳۴     |                     |
| ۶    | شهرداری تبریز    | ۲۲   | ۷   | ۶     | ۹    | ۲۰     | ۲۳       | ۳−       | ۲۷     |                     |
| ۷    | اتکا گرگان       | ۲۲   | ۶   | ۸     | ۸    | ۲۸     | ۳۴       | ۶−       | ۲۶     |                     |
| ۸    | شاهین بوشهر      | ۲۲   | ۶   | ۷     | ۹    | ۲۲     | ۲۴       | ۲−       | ۲۵     |                     |
| ۹    | کوثر تهران       | ۲۲   | ۵   | ۱۰    | ۷    | ۲۱     | ۲۵       | ۴−       | ۲۵     |                     |
| ۱۰   | صنایع اراک       | ۲۲   | ۶   | ۵     | ۱۱   | ۱۹     | ۲۴       | ۵−       | ۲۳     |                     |
| ۱۱   | ماشین سازی تبریز | ۲۲   | ۳   | ۱۲    | ۷    | ۱۵     | ۲۵       | ۱۰−      | ۲۱     | سقوط به لیگ دسته دو |
| ۱۲   | هما              | ۲۲   | ۴   | ۷     | ۱۱   | ۱۷     | ۲۷       | ۱۰−      | ۱۹     | سقوط به لیگ دسته دو |

## برترین گلزنان
۱۵
- محمد پروین (استیل‌آذین)

| ۱۵ - محمد پروین (استیل‌آذین) ۱۱ - محمد پورمند (فجر شهید سپاسی) ۱۰ - هادی نوروزی (گهر دورود) ۹ - عباس اسدی (شهرداری بندرعباس) - قاسم سلمانی (شاهین اهواز) ۸ - علی کریمی (سرخپوشان دلوار) - جهانگیر عسگری (نیروی زمینی) ۷ - ایمان رزاقی‌راد (استیل‌آذین) - علی زادعلی (پیام مشهد) - اصغر رامشگر (تراکتورسازی) | ۱۳ - بهنام بیرانوند (تربیت یزد) ۹ - مبین درخشان (اتکا گلستان) ۸ - محمد عزیزی (مس رفسنجان) ۷ - محمدعلی حمزه‌ای (سپاهان نوین) - اسماعیل علی شیرازی (اتکا گلستان) - هادی خدادادی (نساجی مازندران) ۶ - میلاد داوودی (مس رفسنجان) - محمد قاضی (بازیکن فوتبال) (فولاد خوزستان) |

## مرحله دوم
| پیام مشهد | ۰ – ۰ | فولاد خوزستان |
| --------- | ----- | ------------- |
|           |       |               |

| فولاد خوزستان | ۱ – ۱ | پیام مشهد |
| ------------- | ----- | --------- |
|               |       |           |

باشگاه فوتبال پیام مشهد به لیگ برتر فوتبال ایران ۸۸–۱۳۸۷ صعود کرد.
| سپاهان نوین | ۰ – ۰ | استیل‌آذین |
| ----------- | ----- | --------- |
|             |       |           |

| استیل‌آذین | ۱ – ۲ | سپاهان نوین |
| --------- | ----- | ----------- |
|           |       |             |

قانون عدم حضور دوتیم با یک مالکیت، به سپاهان نوین اجازه نداد در لیگ برتر حاضر شود و تیم فولاد خوزستان که در مقابل پیام مشهد به دو تساوی دست یافته بود جایگزین شد و به لیگ برتر فوتبال ایران ۸۸–۱۳۸۷ صعود کرد.

## نهایی
| باشگاه فوتبال پیام مشهد | – | باشگاه فوتبال سپاهان نوین |
| ----------------------- | - | ------------------------- |
|                         |   |                           |

(تیم سپاهان نوین در مسابقه شرکت نکرد و تیم پیام مشهد به عنوان برنده این مسابقه شناخته شد.)

## مرتبط
- لیگ برتر فوتبال ایران ۸۷–۱۳۸۶
- جام حذفی فوتبال ایران ۸۷–۱۳۸۶
- سوپر جام فوتبال ایران